# 濟勒斯特

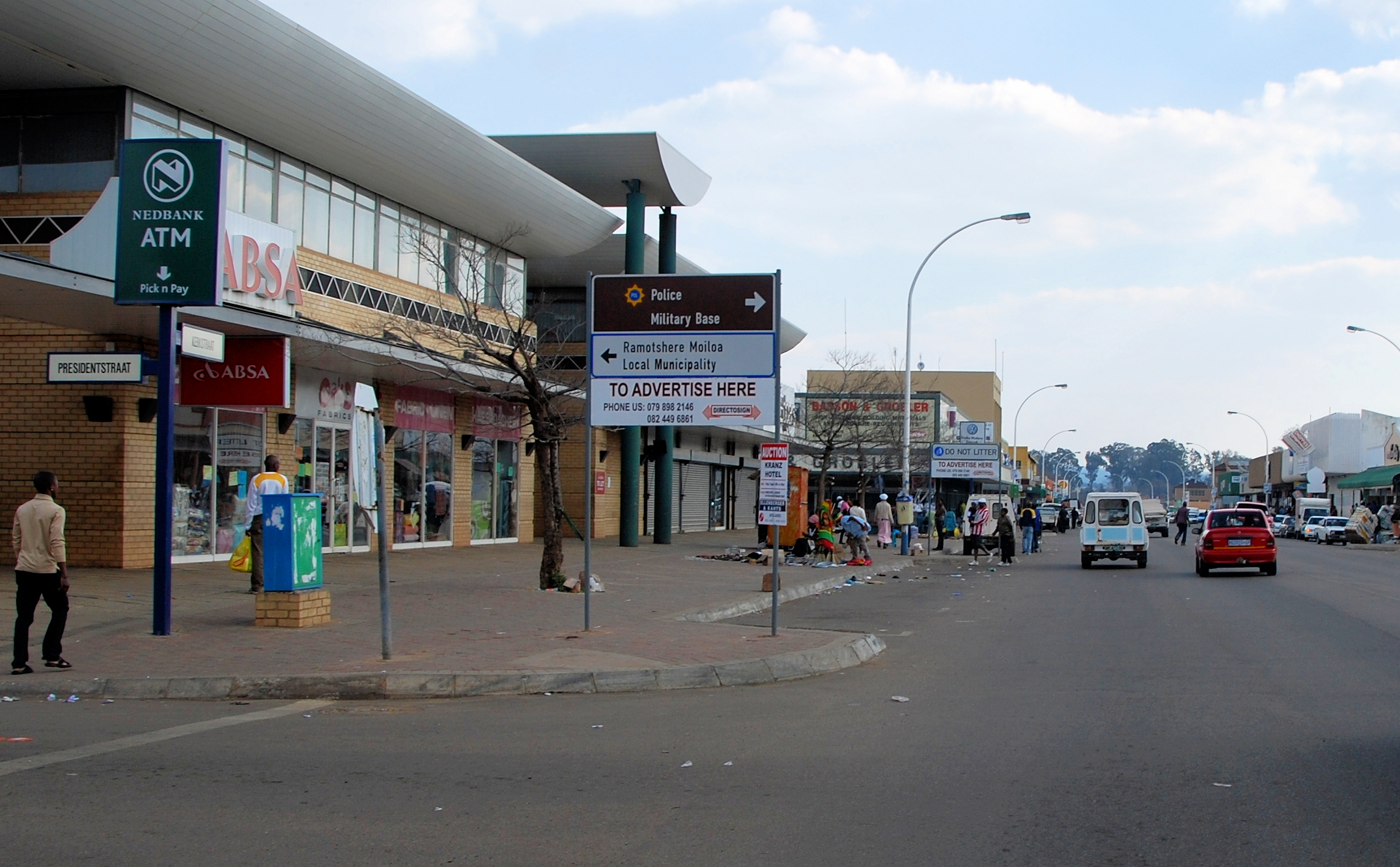
濟勒斯特

濟勒斯特是南非的城鎮，位於該國東北部，由西北省負責管轄，距離約翰內斯堡約240公里，面積11.02平方公里，2001年人口6,393，人口密度每平方公里580人。